# Firtușu, Harghita
Firtușu (în maghiară Firtosváralja) este un sat în comuna Lupeni din județul Harghita, Transilvania, România.

## Istoric
Până în secolul al XV-lea s-a numit Besenyofalva ("satul pecenegilor").

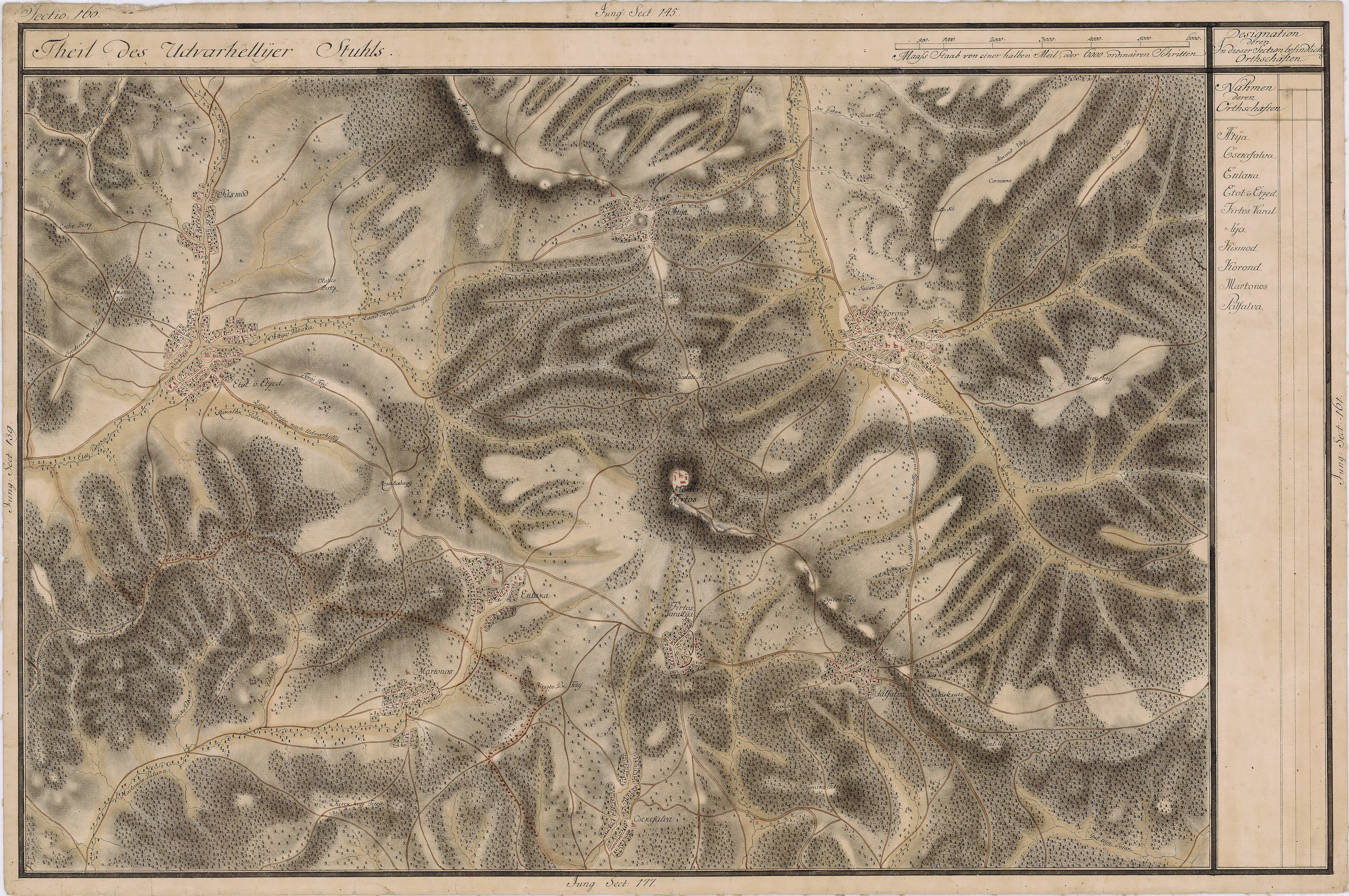
Firtușu pe Harta Iosefină a Transilvaniei, 1769-1773